# 五番町 (名古屋市)
五番町（ごばんちょう）は、愛知県名古屋市熱田区の地名。丁番を持たない単独町名である。住居表示実施。

## 地理
名古屋市熱田区南西部に位置する。東は三番町、西から南は港区、北は四番二丁目に接する。

## 歴史

### 町名の由来
熱田新田開拓時に一番割から三十三番割まで分割したうちの、五番割に相当することによる。

### 沿革
- 1940年（昭和15年）10月10日 - 熱田区熱田新田東組の一部により、同区五番町として成立[1]。
- 1982年（昭和57年）11月14日 - 三番町の一部を編入する[1]。

## 世帯数と人口
2018年（平成30年）12月1日現在の世帯数と人口は以下の通りである。
| 町丁   | 世帯数  | 人口    |
| ------ | ------- | ------- |
| 五番町 | 593世帯 | 1,340人 |

## 学区
市立小・中学校に通う場合、学校等は以下の通りとなる。また、公立高等学校に通う場合の学区は以下の通りとなる。
| 番・番地等 | 小学校               | 中学校             | 高等学校 |
| ---------- | -------------------- | ------------------ | -------- |
| 全域       | 名古屋市立千年小学校 | 名古屋市立宮中学校 | 尾張学区 |

## 施設
- 南郊公園[7]
- みなと医療生活協同組合協立総合病院

## その他

### 日本郵便
- 郵便番号 : 456-0057[4]（集配局：熱田郵便局[11]）。